# Aimé des dieux (film, 1930)
Pour les articles homonymes, voir Aimé des dieux (homonymie).
Aimé des dieux (titre original : Liebling der Götter) est un film allemand réalisé par Hanns Schwarz, sorti en 1930. Cette comédie musicale est une adaptation de Die Tokaier, pièce d'Hans Müller-Einigen.

## Synopsis
Un chanteur d'opéra égoïste quitte sa femme et l'Allemagne pour visiter les plus grandes villes du monde. Mais il finit par revenir dans son foyer bavarois.

## Fiche technique
- Titre : Liebling der Götter
- Titre français : Aimé des dieux
- Réalisation : Hanns Schwarz
- Scénario : Robert Liebmann, Hans Müller, Richard Rillo
- Cinématographie : Konstantin Irmen-Tschet, Günther Rittau
- Montage : Willy Zeyn
- Direction artistique : Erich Kettelhut
- Musique : Willy Schmidt-Gentner, Karl M. May, Marcel Wittrisch
- Costumier : René Hubert
- Maquilleur : Waldemar Jabs
- Ingénieur du son : Fritz Thiery
- Pays de production :  République de Weimar
- Producteur : Erich Pommer
- Sociétés de production : UFA
- Durée : 112 minutes
- Format : Noir et blanc - 1,20:1 - Mono (Tobis-Klangfilm)
- Dates de sortie :
  - République de Weimar : 13 octobre 1930
  - États-Unis : 29 mai 1931
  - France : 4 septembre 1931

## Distribution
- Emil Jannings
- Renate Müller
- Olga Tchekhova
- Hans Moser
- Max Gülstorff
- Eduard von Winterstein
- Willy Prager
- Siegfried Berisch
- Vladimir Sokoloff
- Evaristo Signorini
- Oskar Sima
- Truus van Aalten
- Ethel Reese-Burns
- Betty Bird
- Lilian Ellerbusch
- Betty Gast
- Lydia Pollman
- Valentine Wischnewskaja
- Fritz Alberti
- Fritz Spira